# Црква Светог Николе у Косовској Каменици
Црква Светог Николе у Косовској Каменици, насељеном месту и седишту истоимене општине на Косову и Метохији, представља непокретно културно добро као споменик културе.

## Архитектура цркве
Црква у Косовској Каменици је подигнута 1862. године као једнобродна грађевина засведена полуобличастим сводом, посвећена је Светом Николи. Изведена је у камену и омалтерисана. Изнад западног дела припрате саграђена је тространа галерија. Спољна припрата је дозидана 1905. године и звоник уз њен западни зид 1971. године. Унутрашњост цркве је украшена зидним сликама које стилски припадају тзв. левантском бароку или зографском сликарству, чији је аутор непознат. Иконостасну преграду су осликали зографи Костадин и Игњатије из Велеса и Димитрије из Скопља.
После бомбардовања НАТО снага 1999. године и дешавања на Космету и Метохији црква је више пута обијана и пљачкана.

## Основ за упис у регистар
Одлука о утврђивању цркве Св. Николе за споменик културе, бр. 1419 (Сл. гласник РС бр. 51 од 13. 11. 1997. г.) Закон о културним добрима (Сл. гласник РС бр. 71/94).